# 神祇大社
神祇大社（じんぎたいしゃ）は、静岡県伊東市富戸にある単立神社。

## 概要
県道111号（遠笠山富戸線）と国道135号が交差する「ぐらんぱる入口」交差点の南方、伊豆ぐらんぱる公園の西向の国道沿いに、東向きで所在している。
元々は東京・神田に所在していたが、1988年（昭和63年）に現在地へと遷座したとされる。
名前の通り、天神地祇（神祇）・八百万神（すなわち全ての神々）を祭るという、教派神道的な性格が色濃く出た神社である。
御朱印、おみくじ、絵馬、御守を扱う他、七五三祝いや各種の祈祷も行なっている。6月末・12月末の大祓の時期には茅の輪も設置される。
伊豆高原を中心とする別荘地・観光地としての土地柄や、ペット（犬・猫など）同伴可能な「ペット神社」としての性格が功を奏し、人気を博している。

## 祭神
- 天照大神
- 天津神・国津神
(天神地祇 (神祇)・八百万神)

## 境内
- 本殿・拝殿
- 境内社二社（北脇坂上、狛犬、大黒・恵比寿像）
- 社務所（9:00-16:00）
- 絵馬掛所
- おみくじ掛け
- 縁起石（象形文字敷石、60個）
- 狛犬
- 手水舎・ペット用水場
- 石灯籠
- 鳥居
- 駐車場（50台）
- 桜並木